# Nepenthes burbidgeae
Nepenthes burbidgeae je druh masožravé rostliny z čeledi láčkovkovité (Nepenthaceae) a rodu láčkovka (Nepenthes). Druh v roce 1858 objevili při výstupu na horu Kinabalu Hugh Low a Spenser St. John. Mezi jedny z prvních přírodovědců, kteří ji ve volné přírodě sbírali, patřil také Frederick William Burbidge. Rostlinu popsal Joseph Dalton Hooker a pojmenoval ji po Burbidgeově manželce. Vzhledem k dalším druhům je nezaměnitelná díky zvláštním láčkám. Podobají se jí Nepenthes chaniana a Nepenthes pilosa.

## Výskyt
Nepenthes burbidgeae je endemickým druhem Národního parku Kinabalu, roste na horách Kinabalu a Tambuyukon (například na plošině Márai Parai). Nejčastěji uváděná nadmořská výška je 1200 až 1800 m n. m. Láčkovka roste převážně v mlžných či horských lesích na ultramafických půdách, v exponovanějších oblastech často v blízkosti keřů Leptospermum javanicum a někdy i v bambusových lesích. Roste rovněž v blízkosti jiných láčkovek druhů Nepenthes edwardsiana, Nepenthes rajah a Nepenthes tentaculata, z nichž se všemi hybridizuje. Nejvýznamnějším hybridem je N. burbidgeae × N. rajah (hybrid N. × alisaputrana).

## Popis

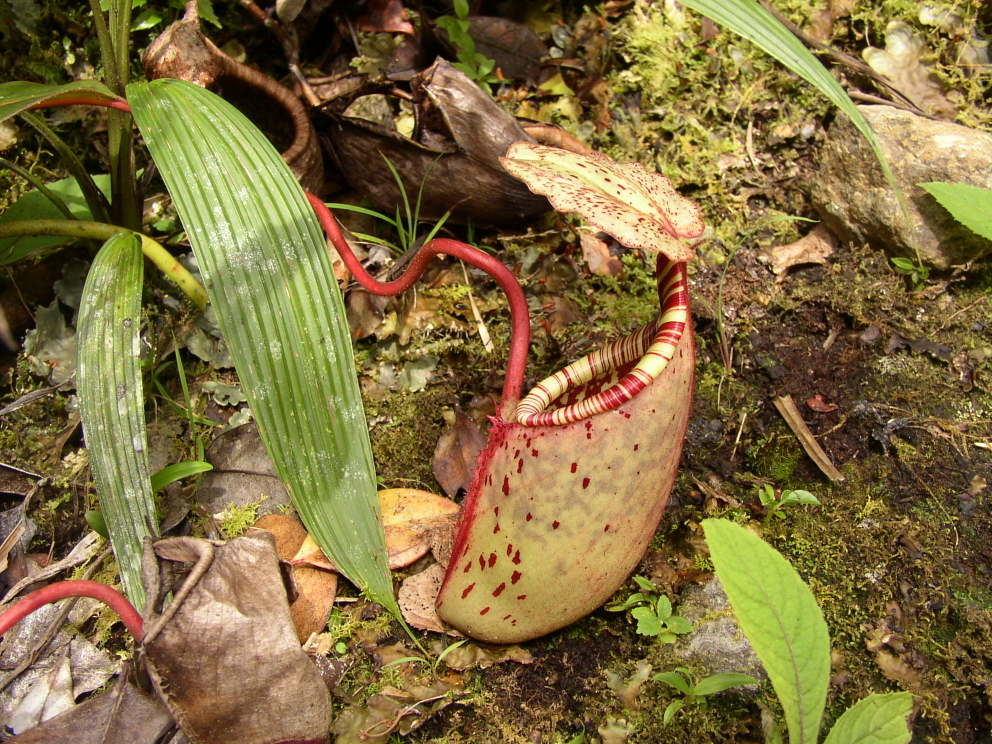
Spodní láčka

Nepenthes burbidgeae je druh plazivé rostliny, jejíž stonek může měřit až 15 metrů a dosahuje tloušťky okolo 18 mm. Listy jsou světlezelené, kožovité a velké až 40 cm na délku a 10 cm na šířku. Z listů vyrůstají láčky naplněné trávicí tekutinou, jež mají bělorůžové zbarvení, jejich vnitřek je bílý, někdy rovněž poset růžovými skvrnami. Rostlina vytváří dva typy láček, horní a spodní. Spodní láčky jsou velké asi 25 cm a široké asi 10 cm. Obústí měří až 3 cm na šířku a je lemováno malými zuby. Víčko měří asi 8 cm a brání napršení do rostliny a zředění tekutin uvnitř láčky. Horní láčky vypadají podobně jako spodní, ale jsou menší; měří okolo 13 cm na výšku a 7 cm na šířku. Na láčky rostlina přilákává drobné bezobratlé (mravencovití), kteří jsou nektarem a barvou rostliny přivábeni na hladké obústí, ze kterého spadnou do láčky a utopí se v trávicí tekutině. Uvnitř láček těchto rostlin nicméně může prosperovat i množství organismů, kterým toto prostředí nevadí, například jeden druh pavouka, Misumenops nepenthicola.
Nepenthes burbidgeae je dvoudomá rostlina a začne kvést až po vytvoření horních láček. Květenstvím je hrozen, roste na stonku o délce okolo 25 cm. Opylování obstarávají dvoukřídlí a noční motýli, kteří jsou na květy přivábeni vůní nektaru. Plody zrají okolo 3 měsíců, poté se z nich uvolní 100 až 500 semen rozptylovaných větrem.

## Ohrožení
Druh Nepenthes burbidgeae je ohrožen nelegálním sběrem a ztrátou přirozeného prostředí v důsledku lidské rozpínavosti. Jev El Niño, jenž nastal mezi lety 1997 až 1998 a způsobil sucha a požáry v Národním parku Kinabalu, vedl k velkému poklesu populací láčkovek.
Mezinárodní svaz ochrany přírody tento druh hodnotí jako ohrožený, je zařazen rovněž do přílohy II Úmluvy o mezinárodním obchodu s ohroženými druhy volně žijících živočichů a rostlin. Všechny populace se vyskytují v národním parku Kinabalu, chráněné jsou rovněž v takzvané Nepenthes Garden v oblasti Mesilau.

## Pěstování
Nepenthes burbidgeae je tolerantní k různým teplotám i složení půdy; odolá teplotám od 9 do 41 °C. Noční teploty by však měly dosahovat pod 18 °C, jinak rostliny rostou pomaleji. Optimální teploty pro dobrý růst jsou 20 až 29 °C ve dne a 12 až 16 °C v noci. pH půdy by mělo dosahovat 4,8 až 5,5.
Úroveň světla závisí na zdroji: například sluneční světlo by mělo mít intenzitu 8 100 až 11 000 lx, halogenidová výbojka 6 500−9 100 lx a zářivka 5 400−7 300 lx. Rostlinu lze pěstovat i za snížených světelných podmínek, avšak láčkovky mají světlejší zbarvení.